# Microsoft Access
Microsoft Access (plným jménem Microsoft Office Access) je nástroj na správu relačních databází od společnosti Microsoft, který je typicky součástí Microsoft Office a kombinuje relační Microsoft Jet Database Engine s grafickým uživatelským rozhraním. Umí přistupovat k datům z Access/Jet, Microsoft SQL Server, Oracle či ke kterékoliv další databázi přes rozhraní ODBC.